# Liste der Naturdenkmale in Perl (Mosel)
Die Liste der Naturdenkmale in Perl (Mosel) nennt die auf dem Gebiet der Gemeinde Perl im Landkreis Merzig-Wadern im Saarland gelegenen Naturdenkmale.

## Naturdenkmale
| Bild | Bezeichnung                                                        | Ort                                             | Beschreibung                                 | Art | Nr. |
| ---- | ------------------------------------------------------------------ | ----------------------------------------------- | -------------------------------------------- | --- | --- |
| BW   | Kaisereiche                                                        | Perl 49° 28′ 22,2″ N, 6° 23′ 8,3″ O)            | in der Biringerstraße bei der Pfarrkirche    |     | 62  |
| BW   | Linde                                                              | Perl 49° 28′ 22,4″ N, 6° 23′ 7,5″ O)            | in der Biringerstraße gegenüber Kaisereiche  |     | 63  |
| BW   | Mittelwaldeichen und -buchen (auf Quarzitfelsen und Steinrauschen) | Perl Hellendorf 49° 29′ 49,3″ N, 6° 29′ 7,1″ O) | Abt. 130 b                                   |     | 64  |
| BW   | Platane                                                            | Perl 49° 28′ 15,4″ N, 6° 23′ 1,9″ O)            | vor Wohnhaus in der Straße „Zum Hammelsberg“ |     | 65  |
| BW   | 9 Altbuchen u. 1 Alteiche incl. Krautflora der Waldlichtung        | Perl Oberperl 49° 29′ 31,7″ N, 6° 24′ 4,8″ O)   | Abt 17, unterhalb Waldweg                    |     | 66  |